# Аутигенные минералы
Аутигенные минералы (от греч. αὐϑιγενής — местного происхождения) — минералы осадочных горных пород, образовавшиеся на месте в процессе седиментации и последующих превращений.
Аутигенными в отличие от терригенных принято называть минералы осадочных пород, которые формируются (растут) в процессе накопления, диагенеза и литификации осадка.

## Описание
Аутигенными являются минералы, образовавшиеся на месте их нахождения — в осадке или породе. Они являются основными индикаторами среды, в которой происходило формирование данной породы.
Среди наиболее распространённых аутигенных минералов:
- карбонаты — кальцит, доломит, сидерит
- сульфаты — гипс, ангидрит, барит, целестин
- сульфиды — пирит, марказит
- фосфаты — апатит, коллофан
- оксиды железа и марганца
- глинистые минералы
- и другие.

В зоне степей среди них ведущее место принадлежит карбонатам, в основном кальциту, сульфаты и хлориды занимают подчиненное положение.
В пустынях усиливается роль сульфатов и хлоридов, где они зачастую становятся главными породообразующими минералами. Здесь гипс нередко образует крупнокристаллические стяжения (розы пустыни), чего не отмечается в современных степях.
Рудные карбонаты (малахит и азурит) образуются, видимо, в любой климатической зоне, если по соседству с залежами сульфидных медных руд есть известьсодержащие породы. В степях для образования малахита и азурита соблюдение этого условия не обязательно, так как карбонат кальция в зоне выветривания горных пород в степях практически всегда присутствует как аутигенный минерал. В степях условия для сохранения малахита и азурита наиболее благоприятны на поверхности, где процессы их растворения замедлены. Поэтому вести поиск медных руд по высыпкам этих ярких далеко видных минералов в степях значительно легче, чем в лесной зоне.